# Insula Dek
Insula Dek (în amharică ደቅ ደሴት, romanizat Däq Däset) este cea mai mare insulă (în jur de 16 km pătrați) din lacul Tana, Etiopia.